# 기독교민주당 (핀란드)
기독교민주당 (~ 基督敎民主黨, 핀란드어: Kristillisdemokraatit, KD 크리스틸리스데모크라티트[*], 스웨덴어: Kristdemokraterna)은 핀란드의 중도주의 정당으로, 1958년 설립되었다. 2014년 총선거 결과, 핀란드 스웨덴인 인민당에 이어 제8당이다.
2001년까지는 핀란드 기독교동맹(핀란드어: Suomen Kristillinen Liitto 수오멘 크리스틸리넨 릳토[*])이었다.

## 같이 보기
- 핀란드의 정치
- 국가평의회 (핀란드)
- 핀란드 의회
- 핀란드의 선거
- 핀란드의 정당
- 유럽 국민당
- 기독교민주당 (스웨덴)
- 기독교민주당 (노르웨이)